# Бемон
Бемо́н (фр. Besmont) — коммуна во Франции, находится в регионе Пикардия. Департамент коммуны — Эна. Входит в состав кантона Ирсон. Округ коммуны — Вервен.
Код INSEE коммуны — 02079.

## Население
Население коммуны на 2010 год составляло 153 человека.
| 1962 | 1968 | 1975 | 1982 | 1990 | 1999 | 2010 |
| ---- | ---- | ---- | ---- | ---- | ---- | ---- |
| 259  | 216  | 180  | 158  | 165  | 146  | 153  |

## Экономика
В 2010 году среди 88 человек трудоспособного возраста (15—64 лет) 66 были экономически активными, 22 — неактивными (показатель активности — 75,0 %, в 1999 году было 58,1 %). Из 66 активных жителей работали 54 человека (34 мужчины и 20 женщин), безработных было 12 (9 мужчин и 3 женщины). Среди 22 неактивных 6 человек были учениками или студентами, 8 — пенсионерами, 8 были неактивными по другим причинам.